# Bårjås
För orten Porjus, se Porjus

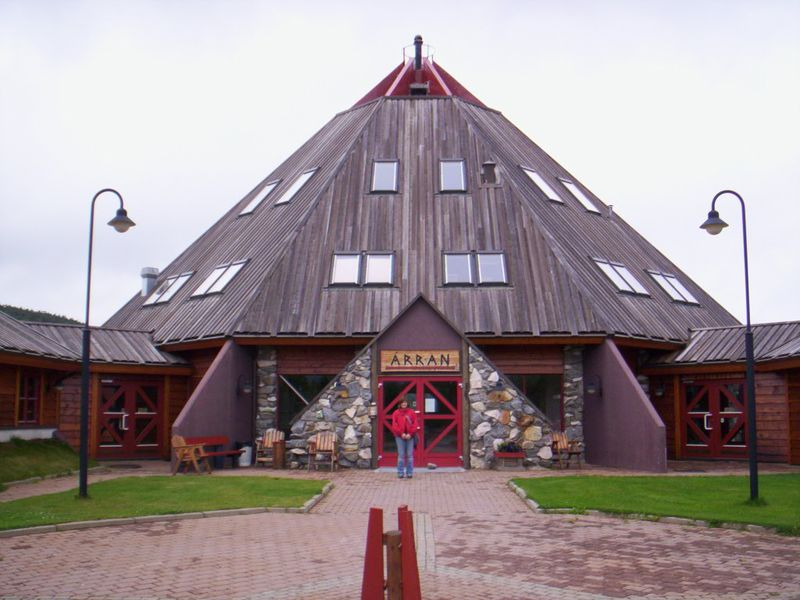
Árran.

Bårjås (segel) är en populärvetenskaplig tidskrift som utges av det lulesamiska kulturcentret och museet Árran i Hamarøy kommun i Nordland fylke i norra Norge.
Bårjås utges en gång per år sedan 1999 och innehåller artiklar på lulesamiska, norska och svenska.

## Temata
- 1999 Forskning i lulesamiskt område
- 2000 Læstadianismen: från en ropande röst till ett växande blomster
- 2001 Samiska landskap
- 2002 Det lulesamiska språket idag - och i morgon?
- 2003 Politik, hjortron och identitet
- 2004 Rötter, fötter och slagstövler - om att vara ung i Sápmi
- 2005 Båtar, fiske och folktro - samisk kustkultur
- 2006 Folk, hus och långa tankar ...
- 2007 Berättelser, värden och framtid
- 2008 Mångfald
- 2009 Kulturminnen
- 2010 Kultur och naturarv
- 2011 Samer – från forskningsobjekt till forskere
- 2012 Livsmönster – renskötsel, hälsa och forskningsetik
- 2013 Spår – om samiska förebilder och forntidsminnen
- 2014 Tradition och förnyelse
- 2015 På lejd
- 2016 Föremål
- 2017/2018 Berättelser och skildringar
- 2019 Värme, heliga platser, konst och silver
- 2020/2021 Mångfaldiga samiska samhällen – historia och kultur
- 2022 På vandring i samiska landskap